# Gerel Simmons
Gerel Simmons (Accokeek (Maryland), 11 de junio de 1993) es un baloncestista estadounidense que pertenece a la plantilla delMersin MSK de la BSL turca. Con 1,88 metros de estatura, juega en la posición de escolta.

## Trayectoria deportiva
Nacido en Accokeek (Maryland), Simmons es un escolta con formación universitaria formando parte desde 2011 a 2013 de los Brevard Tornados en la NCAA División II. Tras una temporada en blanco, jugaría durante otras dos temporadas con Lincoln Memorial Railsplitters, desde 2014 a 2016 en la NCAA División II.
Tras no ser drafteado en 2016, el 17 de septiembre de 2016 se marcha a Bulgaria para debutar como profesional en las filas del BC Rilski Sportist, para disputar en la temporada 2016-17 la Liga de Baloncesto de Bulgaria y la Basketball Champions League.
En marzo de 2017, tras acabar su contrato con, se marchó a Argentina para jugar dos encuentros con Club Ciclista Juninense de la Liga Nacional de Básquet.
En verano de 2017, firma por el Verdirrojo Basketball Club de la Liga Uruguaya de Básquetbol, en el que disputa 25 partidos.
En noviembre de 2017, regresa a Europa para disputar siete partidos con KK Ibar Rožaje de la Liga Montenegrina de Baloncesto.
En marzo de 2018, firmó por el club libio Al-Ittihad Trípoli de la Liga Premier de Libia, en el que disputaría la temporada 2018-19.
En la temporada 2019-20, se compromete con el UMF Tindastóll de la Úrvalsdeild karla.
En 2020, se marcha a Senegal para jugar unos meses en el AS Douanes de Dakar.
En la temporada 2020-21, firma por Artland Dragons de la PRO B alemana, con el que promedia 19,7 puntos y 3,7 asistencias en 27 partidos de la temporada regular, alcanzando una valoración media de 17,3 créditos por partido.
El 2 de agosto de 2021, renueva por el HLA Alicante para disputar la Liga LEB Oro.
El 20 de febrero de 2022, abandona el HLA Alicante y firma por el AS Apollon Patras de la A1 Ethniki griega.
El 29 de agosto de 2022, firma por el ČEZ Basketball Nymburk de la Národní Basketbalová Liga checa.
El 30 de diciembre de 2022, firma por el Brose Bamberg de la Basketball Bundesliga.
El 20 de agosto de 2023, Simmons regresó a Grecia para jugar en el Kolossos Rodou. El 15 de noviembre de ese mismo año fue liberado del club griego después de la adquisición de Andrew Goudelock. Tras su marcha, fichó por el Mersin MSK de la TBL turca, club con el que renovó su contrato el 26 de junio de 2024, tras el ascenso a la Basketbol Süper Ligi.